# Nikopolis

Plan

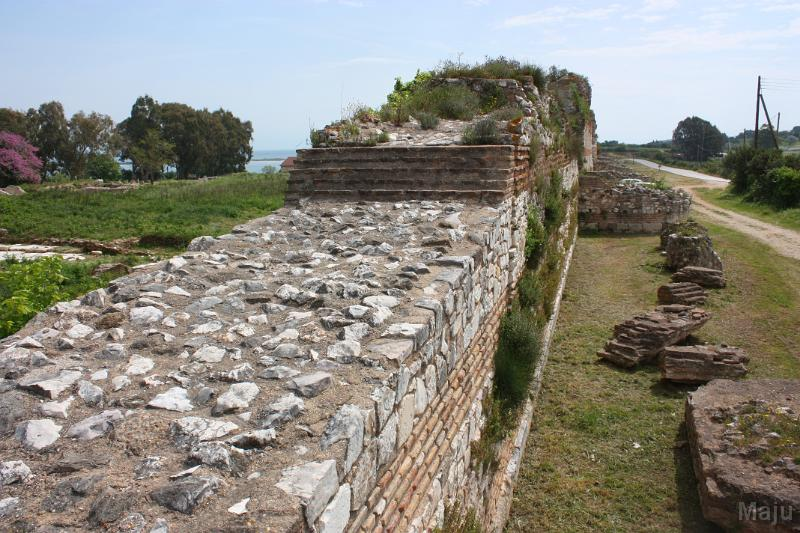
Nikopolis- fragment muru obronnego

(Actia) Nikopolis (gr. miasto zwycięstwa) – miasto w Grecji, w Epirze, założone w roku 31 p.n.e. przez Oktawiana, na pamiątkę zwycięstwa nad Antoniuszem. W II wieku n.e. urodził się tam papież Eleuteriusz. Dzielnicę o tej samej nazwie wzniósł Oktawian w Aleksandrii w Egipcie.
Ruiny Nikopolis, znane jako Palea Preweza leżą 6 km na północ od Prewezy, nad Zatoką Ambrakijską.